# 李如星
李 如星（り じょせい、イ・ヨソン、이여성、1901年 - 1958年？）は朝鮮のジャーナリスト、作家、政治家、社会主義運動家、美術史家。朝鮮日報社調査部長・社会部長、東亜日報社調査部長、朝鮮民主主義人民共和国最高人民会議議員。本名は李命鍵（イ・ミョンゴン、이명건）。

## 人物・経歴
1901年に大邱の裕福な家庭に生まれる。
その後、日本統治時代の朝鮮において言論活動や社会運動に携わる。1918年に、金若水らと中華民国・南京にある金陵大学（現・南京大学）に留学するが、翌1919年に朝鮮に戻って三・一運動に参加し、投獄される。
1922年から1925年まで立教大学に留学し、北星会や一月会といった組織に関わりながら、社会主義思想を発展させる。その間、在東京朝鮮人らが発行した雑誌『思想運動』の編集長を務めたほか、金若水らが中心となって発行した雑誌『大衆時報』の執筆者に名を連ねた。
立教大学文学部在学中の1925年には、立教大学新聞紙上で『民族問題の趨向』と題するコラムを寄稿している。
1926年から1929年まで上海に滞在。その後、朝鮮に帰国し、1930年代前半には朝鮮日報社にて社会部長・調査部長を務める。次いで東亜日報社において調査部長を務め、社説の執筆などを担当した。また、社会経済史の大著として知られている『数字朝鮮研究』を金世鎔とともに執筆した。
1931年初頭には、李が1920年代末から1930年代中盤まで取り組んでいた、世界の被抑圧民族・人種に関する研究内容の一部を「弱少民族運動の展望」として『朝鮮日報』に連載した。その連載の最終回であった「台湾蕃人の大反乱とその将来」は、一旦は印刷されたものの、朝鮮総督府の検閲によって削除処分された。また、単行本として出版された『弱少民族運動の展望』は米国・ワシントン大学の図書館に収蔵されている。
1945年以降の植民地解放後は呂運亨らととも中道左派として建国運動の主要人物として活躍し、1948年初頭に越北する。その後、朝鮮民主主義人民共和国において最高人民会議議員となり、美術史研究者としても活動するが、1958年末ごろに粛清されたとみられる。没年不明としている研究もある（Vladimir Tikhonov, "The Dream of the Solidarity of the Downtrodden: Yi Yeoseong (1901–?) and His Work on Global Anti-Imperialist Movements," Seoul Journal of Korean Studies, Volume 34, Number 2, December 2021, pp. 261-297）。

## 主な著書
- 李如星の主著の一つである『朝鮮服飾考』（1947年）は 1990 年代に邦訳が出版されている。